# Frankenblick
Frankenblick – gmina w Niemczech, w kraju związkowym Turyngia, w powiecie Sonneberg. Powstała 1 stycznia 2012 z połączenia dwóch gmin: Effelder-Rauenstein oraz Mengersgereuth-Hämmern.

## Współpraca
Miejscowość partnerska:
- Waldstetten, Badenia-Wirtembergia (kontakty utrzymuje dzielnica Mengersgereuth-Hämmern)